# Житомирский военный госпиталь
Житомирский военный госпиталь (укр. Житомирський військовий госпіталь) - это стационарное медицинское учреждение министерства обороны Украины, которое находится в городе Житомир Житомирской области Украины.

## История
Лечебное учреждение в губернском городе Житомир Волынской губернии Российской империи было создано 22 февраля 1813 года как временный военный госпиталь.

### 1918 - 1991
Находился в ведении Киевского военного округа.
В ходе Великой Отечественной войны уже 25 июня 1941 года госпиталь принял первую партию раненых. В дальнейшем, в связи с приближением к городу линии фронта, госпиталь был эвакуирован - сначала в город Лубны Полтавской области, затем в Чкалов, позднее он был перемещён в Воронеж, а затем - возвращён обратно в Житомир. Всего за годы войны в госпитале лечились 19 тыс. военнослужащих, подавляющее большинство которых вернулись в строй.
В мае 1975 года госпиталь был награждён орденом Красной Звезды.
Позднее медики госпиталя работали на Кубе, в Анголе и в Афганистане.

### После 1991
После провозглашения независимости Украины 409-й военный госпиталь министерства обороны СССР перешёл в ведение министерства обороны Украины.
В следующие годы госпиталь оказывал медицинскую помощь военнослужащим житомирского гарнизона, их семьям, военным пенсионерам и гражданскому населению (в целом, услугами госпиталя пользовались около 6 тыс. человек в год).
В ноябре 2012 года госпиталь подтвердил аккредитацию лечебного учреждения первой категории. 
В 2013 году в составе госпиталя находились поликлиника и пять отделений (в том числе, единственное в центральных и западных областях Украины отделение для стационарного лечения больных туберкулёзом), в нём работало 215 медицинских работников (в том числе - 56 врачей).
За 2013 год госпиталь оказал медицинскую помощь более чем 5000 военнослужащим вооружённых сил Украины, более чем 900 военным пенсионерам и членам их семей, а также более чем 600 больным жителям области. В поликлинику госпиталя обратилось почти 62 тыс. человек. В результате оказания медицинских услуг была получена прибыль в размере свыше 750 тыс. гривен. 
После начала боевых действий на востоке Украины госпиталь был привлечен к лечению раненых.